# Jultomtens dotter: Jakten på Kung Vinters kristall
Jultomtens dotter: Jakten på Kung Vinters kristall (danska: Julemandens datter 2: Jagten på Kong Vinters krystal) är en dansk julfilm från 2020 i regi av Christian Dyekjær efter ett manus av Uffe Rørbæk Madsen och Lars Therkildsen.
Filmen är en uppföljare på Jultomtens dotter från 2018 och 2022 kom en uppföljare i Jultomtens dotter: Den magiska tidsmaskinen.

## Handling
Lucias bästa vän, Oscar, anklagas för att ha stulit den magiska kristallen som driver tomtens packningsmaskin. Lucia tror på Oscars oskuld och tillsammans flyr de för att hitta den riktiga tjuven och kristallen. Lucia och Oscars vilda jakt leder dem till världens märkligaste urmakare, djupt in i underjordiska grottor och in i Vinterfolkets isiga rike, innan de kan återvända hem med kristallen och starta packningsmaskinen så att det kan bli jul igen.

## Rollista
- Ella Testa Kusk – Lucia
- Martin Buch – Julius
- Mia Lyhne – Claudia
- Ulf Pilgaard – rektor
- Kristian Halken – Litteramus
- Thomas Hou Mandsfeldt – slaktare
- Dan Boie Kratfeldt – munk
- Henning Jensen – Kung Vinter
- Anders Hove – Sekundus Frost
- Casper Kjær Jensen – Gerhard Sturm
- Paul Hüttel – Anakronus Frost
- Marcuz Jess Petersen – Alex Sturm
- Thea Glindorf – fröken Vims
- Bertil Smith – Oscar
- Jens Andersen – ceremonimästare
- Andreas Lyon – Begravningsentreprenör
- Marianne Høgsbro – Kirsten Strik
- Søren Hauch-Fausbøll – Tempus Frost
- Niels-Martin Eriksen – Harsk
- Torben Svendsen – munk
- Rumle Grunwald Falk – Claus Jr.
- Ebbe Sørensen – Olrik
- Ejnar Hans Jensen – äldstelärare på jultomteskolan
- Gustav Dyekjær Giese – vintergardist
- Marcus Gad Johansen – vintergardist
- Thomas Biehl – munk
- Luca Reichardt Ben Coker – Inuk
- Nana Christine Morks – Inuks mamma
- Caspar Juel Berg – Inuks pappa
- Hanne Uldal – Inuks mormor
- Austa Lea Gohr Jespersen – Carls mamma
- Arthur Rachmann – Carl
- Elvira Rusty – Hermann
- Claus Nielsen – munk

## Produktion
Filmen producerades av Deluca Film med stöd från Danska filminstitutet, Den Vestdanske Filmpulje och Nordisk Film & TV Fond och distribuerades i Danmark av Scanbox Entertainment.
Filmen spelades in i Viborg med omnejd.